# Pandanovke
Pandanovke (lat. Pandanaceae nom. cons.), porodica jednosupnica iz reda pandanolike. Postoji 739 vrsta unutar dvije potporodice u pet rodova, Ime je dobila poo rodu Pandanus.
Porodica obuhvaća stabla, grmlja, lijane, epifite i višegodišnji bilje. 

## Opis
Četiri roda obitelji Pandanaceae — Pandanus, Freycinetia, Sararanga i Martellidendron — rasprostranjena su u obalnim ili močvarnim područjima u tropima i suptropima Starog svijeta (Paleotropi). Ima ih u izobilju u Malajskom arhipelagu, Melaneziji i Madagaskaru, a ima nekoliko vrsta na Havajima, Novom Zelandu, južnoj Kini i Japanu.
Vlakna iz lišća i korijena koriste se za prostirke, košare, uzice i ribarske mreže. Nekoliko vrsta (P. leram, P. andamanensium i P. utilis) imaju jestive škrobne plodove. Lišće najuobičajenije vrste, P. odoratissimus, koristi se za izradu indijskog parfema i arome (kewra attar) popularne u jugoistočnoj Aziji. Nekoliko je ukrasnih biljaka, uključujući P. veitchii, koji je cijenjen zbog svojih tamnozelenih sjajnih listova sa srebrno bijelim rubovima, i Freycinetia banksii, koja je trenirana da raste oko stupova prekrivenih tresetom na Novom Zelandu.
Kod Pandanaceae karakteristični su spiralni nizovi listova koji su tijesno stisnuti jedan uz drugog. Listovi su naizmjenični i raspoređeni u tri reda, osim kod Sararanga, gdje su raspoređeni u četiri. Omotač lista nije dobro diferenciran osim kod Freycinetia, a peteljke su odsutne. Jednostavne lisne plojke su vrlo duge i uske i obično kožaste i krute, s vlaknastim bodljama duž rubova i srednje žile. Silicijum-dioksid nije uočen u porodici, ali kalcijev oksalat je prisutan u izobilju kao rafidi i drugi kristaloidni oblici. Cijanogeni spojevi prijavljeni su u nekim vrstama pandanusa.
Pandanus, Martellidendron i Sararanga su dvodomni. Dugo se smatralo da je Freycinetia dvodomna, no dvospolni cvatovi otkriveni su kod F. reineckei na Samoi.
Pandanus, rod od oko 700 vrsta, zauzima mnoga staništa. Njegove se vrste pojavljuju uz morske obale i lagune, u obodima mangrova i nizinskim močvarama, uz rijeke, u planinskim šumama i u sjenovitim šumama, gdje mogu biti grmovi ispod drveća. Predstavljaju raznolikost oblika rasta. Mnogi su stabla, dosežu do 20 metara (oko 65 stopa) s lišćem 5 metara (16 stopa) ili dužim. Većina vrsta ima veliko korijenje koje podupire deblo. Stabljika završava s nekoliko jednakih grana, od kojih svaka završava gustom krošnjom lišća. Obalne vrste često imaju raširene grane poduprte bočnim korijenjem. Takve se grane mogu odvojiti i formirati nove jedinke u nekoj vrsti vegetativnog razmnožavanja. Smatra se da se rod oprašuje vjetrom; međutim, bijele do ružičaste plohe obavijaju cvatove, a poznato je da se iz nekih cvatova (kao što je P. odoratissimus) ispušta miris, pa kukci ili životinje vjerojatno donekle oprašuju cvjetove. Životinje i morske struje raznose žute, ružičaste ili crvene koštunice.
Freycinetia se nalazi od Šri Lanke preko jugoistočne Azije do sjeverne Australije, Polinezije i Novog Zelanda. Drvenaste biljke penju se pomoću spljoštenog, često dugog i žilavog korijenja. Njihovi listovi, koji su duži od 2 metra (6,5 stopa), linearnog su oblika, obrnuto jajoliki (najšira os iznad sredine) ili jajasti (najšira os ispod sredine). Imaju opnaste ušne dodatke blizu baze i bodljikave rubove, barem blizu vrha. Cvat u Freycinetie je terminalni spadiks, obično rađa u skupinama od tri, ali rijetko sam. Spadiks nosi nekoliko brakteja; donji su lisnati, a sljedeći viši su raznih boja (narančasta, ružičasta, crvena, žuta, boja lavande). Najgornji su često mesnati i jestivi, sadrže heksozu (šećer). Ženski plodnici nose pojedinačne ili spojene karpele, a muški nose gusto zbijene prašnike, svaki sa sitnom niti, kuglastim, linearnim ili duguljastim prašnikom i tupim vrhom. Ni u muškim ni u ženskim cvjetovima u zrelosti se ne vidi periant. Prašnici i tučkovi su toliko zbijeni da je definicija pojedinačnih cvjetova vrlo teška. Oprašivanje roda Freycinetia putem ptica i šišmiša zabilježeno je u Indoneziji, Samoi, Havajima i Novom Zelandu. Šišmiše i ptice privlače jestive brakteje i pelud koja se nosi u voštanoj matrici jestivih ulja.

## Rodovi
1. Familia Pandanaceae R. Br. (739 spp.)
  1. Subfamilia Freycinetioideae Kurz
    1. Sararanga Hemsl. (2 spp.)
    2. Freycinetia Gaudich. (290 spp.)

  2. Subfamilia Pandanoideae Burnett
    1. Martellidendron (Pic. Serm.) Callm. & Chassot (6 spp.)
    2. Benstonea Callm. & Buerki (65 spp.)
    3. Pandanus Parkinson (376 spp.)